# NGC 816
NGC 816 is een compact sterrenstelsel in het sterrenbeeld Driehoek. Het hemelobject werd op 11 september 1871 ontdekt door de Franse astronoom Édouard Jean-Marie Stephan.

## Synoniemen
- PGC 8152
- ZWG 504.16
- NPM1G +29.0076
- KUG 0205+290